# Bitwa pod Olkienikami
Bitwa pod Olkienikami (lit. Valkininkų mūšis) – bitwa, do której doszło 18 listopada 1700 r. podczas wojny domowej na Litwie, pomiędzy korpusem wojsk komputowych hetmana wielkiego litewskiego, wojewody wileńskiego Kazimierza Jana Sapiehy, a pospolitym ruszeniem skonfederowanej szlachty litewskiej, inflanckiej i żmudzkiej, na czele którego stał Michał Serwacy Wiśniowiecki.

## Tło konfliktu
Bitwa była kulminacyjnym punktem orężnego wystąpienia litewskich rodów magnackich Wiśniowieckich, Radziwiłłów, Paców i Ogińskich opierających się na średniej i drobnej szlachcie, przeciwko dominującej w Wielkim Księstwie Litewskim pozycji rodu Sapiehów z linii Różańskiej.
Szlachta pod wodzą „generalnego pułkownika” Michała Serwacego Wiśniowieckiego zgromadziła się – w liczbie około 12 tysięcy źle uzbrojonych ludzi – w pobliżu niewielkiego miasteczka Olkieniki. W imieniu magnatów, będących sprężynami całego związku, pospolitym ruszeniem zawiadywali kasztelan witebski Kociełł, strażnik litewski Pociej, chorąży żmudzki Zaranek, Grzegorz Antoni Ogiński, Mikołaj Pac i spragniony zemsty za śmierć brata, ściętego przed dwoma laty z hetmańskiego rozkazu, kanonik wileński, Krzysztof Białłozor.
Sapiehowie mieli 3–4 tysięcy regularnego wojska, złożonego w większości z Wołochów i Tatarów, które nieco wcześniej – pod Lipniszkami i u przeprawy przez Oszmiankę – z łatwością pokonały niekarną szlachtę. Co więcej, wojska sapieżyńskie posiadały kilka dział.

## Bitwa
Wojskami sapieżyńskimi dowodził koniuszy wielki litewski Michał Franciszek Sapieha, syn hetmana, który właśnie wrócił ze służby cesarskiej, gdzie dosłużył się stopnia generała. Zdając sobie sprawę do jakich nieszczęść niesnaski między możnowładcami mogą doprowadzić w nieładzie pogrążony kraj, długo usiłował powstrzymywać ojca i stryja, ale rozjątrzenie szlachty wierzącej ślepo wrogo nastawionym do Sapiehów możnowładcom z jednej strony, a bezgraniczna pycha hetmana i podskarbiego z drugiej, odebrały wszelką nadzieję na pokojowe rozwiązanie zatargu.
Próbował pośredniczyć jeszcze biskup Konstanty Kazimierz Brzostowski, któremu udało się skłonić 17 listopada zjazd olkienicki do podania warunków Sapiehom. Warunki musiały być twarde i niezręczne, skoro hetman i podskarbi, ufni w sprawność swoich wojsk, odrzucili je z oburzeniem oświadczając, że „szabla rozstrzygnie ten spór najlepiej”. Rozjątrzona taką odpowiedzią szlachta, ruszyła rankiem 18 listopada z Olkienik i w szyku bojowym stanęła wkrótce wobec sił Sapieżyńskich. Wiśniowiecki ustawił na lewym skrzydle chorągwie litewskie, na prawem ruskie, a w środku piechotę z różnych powiatów; tyły wojska ubezpieczył odwodowym oddziałem jazdy.
Sapiehowie na prawem skrzydle dali miejsce tatarskim hufcom, na lewym postawili rajtarię, w środku piechotę z działami, a w odwodzie lekkie chorągwie złożone z dworzan i tej szlachty, która jeszcze przy nich została. Szyki Sapiehów były sprawniejsze, ale liczebnie znacznie mniejsze i w większości (jeśli nie liczyć żołnierzy zawodowych) niechętne walce przeciw swoim.
Gdy szyki przeciwnika zbliżyły się, a na pole wylegli szlacheccy harcownicy, hetman kazał otworzyć ogień z dział, kładąc kilkudziesięciu jeźdźców. Dopiero około południa rozpoczął się bój na lewym skrzydle szlachty, gdzie dowodził Pociej, ale przez kilka godzin nikt nie mógł zyskać przewagi.
Również na prawym skrzydle wojska starły się gwałtownie i nie ustępowały przez kilka godzin. W tej sytuacji Wiśniowiecki rzucił do boju odwody, które oskrzydliły sapieżyńskich i uderzyły na nich od tyłu. Wkrótce też sapieżyńscy, upadając na duchu, zaczęli się cofać. Pierwszym, który zbiegł z pola bitwy, był podskarbi litewski, a niedługo potem całe pułki sapieżyńskie zaczęły się mieszać i pierzchać. Sam hetman – na czele garstki krewnych i zwolenników – zmuszony był uchodzić do Wilna. Jedynie Tatarzy zdołali w jakim takim porządku przedrzeć się zbrojnie przez tłum nieprzyjaciół.
Tylko Michał Franciszek Sapieha, na czele 1050 konnych, osłaniał rozbite i uchodzące wojsko. Jednak widząc niepodobieństwo dalszego oporu, zmuszony został do poddania się. Przyprowadzony przed Wiśniowieckiego oddał się pod jego opiekę, która wszakże nie ocaliła go od okrutnej śmierci w Olkienikach, gdzie pijana tłuszcza – podburzona przez kanonika Białłozora – rozsiekała go szablami.
Na polu bitwy padły tysiące ludzi, a kilka razy tyle zostało rannych. Sapieżyńscy ponieśli klęskę, ale szlachta też miała poległych: Kociełła, Sliźnia, Dowgiałłę, Bernatowicza, Darewskiego, Plewakę, Sorokę, Bohusza, Korsaków, Ancutę i wielu innych.